# Cimetière Sidi M'hamed Bou Qobrine
Le cimetière Sidi M'hamed Bou Qobrine est un cimetière situé à Belouizdad (Algérie).

## Historique
Le cimetière est fondé en 1830 autour du mausolée de Sidi M'hamed Bou Qobrine.
Avec le cimetière El Kettar, il devient un des principaux cimetières musulmans des défunts d'Alger.
D'abord ceint de cactus et d'aloe vera, un mur d'enceinte est construit à son pourtour au début du XXe siècle, période où il est doté d'un portail d'entrée et d'un minaret.

## Personnalités

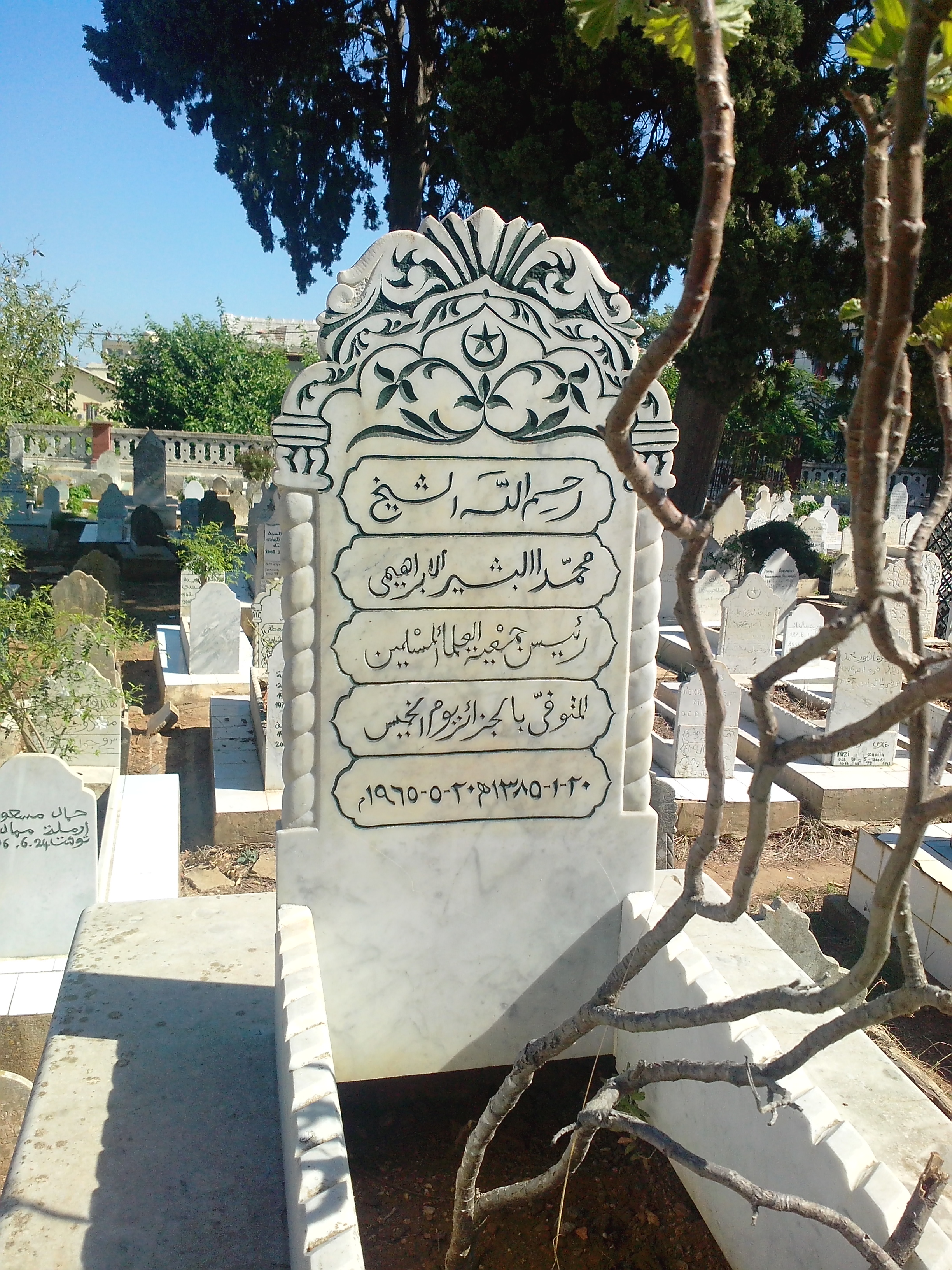
Tombe de Mohamed Bachir El Ibrahimi

- Sidi M'hamed Bou Qobrine
- Abderrahmane Djilali
- Aïssat Idir[1]
- Ali Boumendjel[2]
- Amina Belouizdad[3]
- Hassiba Ben Bouali[4]
- Larbi Zekkal[5]
- Abbassi Madani[6]
- Malek Bennabi[7]
- Mohamed Bachir El Ibrahimi[8]
- Mohamed Belouizdad[9]
- Zoubir Bouadjadj